# Ганнон Старший
Ганнон — имя нескольких пунийских полководцев. Тот, который служил под началом Ганнибала в ходе Второй пунической войны, по свидетельству историков, выдающимися способностями не отличался. По сообщению Ливия в 215 г. до н. э. ему нанёс поражение Тиберий Семпроний Лонг у Грумента, в 214 г. до н. э. он был разбит Тиберием Гракхом в битве при Беневенте, два года спустя ещё раз побеждён под тем же городом, на этот раз Квинтом Фульвием Флакком, а затем в 207 г. до н. э. вместе с Магоном Баркой потерпел поражение в Кельтиберии от Марка Силана; и наконец погиб в ходе боя с войском Сципиона Африканского в 204 г. до н. э.

## Идентичность
Существовал Ганнон, который вёл мобильные силы карфагенян при переправе через Рону выше по течению от переправы основных сил, а затем атаковал войско галлов с тыла, когда они столпились на противоположном берегу, чтобы помешать переправе войска Ганнибала в 218 г. до н. э. Ганнибал, готовясь переправляться через реку на лодках и плотах, отправил Ганнона с лёгкой пехотой и конницей вверх по течению. Ганнон нашёл удобное место для переправы, и форсировал реку с помощью надутых кожаных мешков. Заняв позицию на другом берегу реки позади ничего не подозревавших галлов, он подал дымовой сигнал Ганнибалу, разведя огонь на холме. Ганнибал, увидев сигнал, немедленно начал переправу, вынуждая войско галлов выстроиться на противоположном берегу, чтобы встретить врага у самой кромки воды. Ганнон начал свою атаку с тыла как раз в тот момент, когда войска Ганнибала достигли берега, и, застав галлов врасплох, полностью разгромил и рассеял их. Этот Ганнон был благородного происхождения: его отец, Бомилькар, исполнял обязанности суффета в Карфагене. Сам он был опытным военачальником, служа в войсках пунийцев в Испании.
Ганноном также звали командующего нумидийской кавалерией на правом фланге войска карфагенян в битве при Каннах в 216 г. до н. э. Его отряды успешно сдерживали натиск союзной римлянам кавалерии италиков до тех пор, пока Гасдрубал со своей тяжёлой конницей не ударил ей в тыл. После этого Ганнон со своими людьми преследовал рассеявшуюся кавалерию противника. Этого Ганнона многие историки отождествляют с Ганноном, упомянутым выше; Считается, что это один и тот же человек.

## Независимое командование
После перехода нескольких италийских городов на сторону карфагенян в Лукании, Бруттии, Апулии и Самнии в результате битвы при Каннах Ганнибал в 216 г. до н. э. отправил Магона Барку в Луканию с отрядом для набора войск и захвата городов, ещё сохранявших верность Риму. Магон выполнил свою миссию и затем отплыл в Карфаген, чтобы доложить карфагенскому сенату о ходе войны и просить его о подкреплениях, а Ганнона оставил командовать войском в качестве своего заместителя. Ганнон продолжал покорять проримские города в Бруттии. На обратном пути в Кампанию Тиберий Семпроний Лонг нанёс поражение Ганнону возле Грумента. Потеряв в этом бою около 2000 человек, Ганнон был вынужден отступить в Бруттий в начале 215 г. до н. э. Там Ганнон получил подкрепления в количестве 4000 конницы и 40 слонов, которых Бомилькар, один из главных пунийских флотоводцев, высадил недалеко от Локр; с этими силами Ганнон соединился с Ганнибалом возле Нолы в том же году. Он принимал участие в Третьей битве при Ноле летом 215 г. до н. э. После этого сражения Ганнибал отправил Ганнона с войском назад в Бруттий.
Ганнон возглавлял войско, состоявшее в основном из бруттиев, которое захватило Кротону в 215 г. до н. э.; в результате этого (и после измены г. Локры) весь Бруттий, за исключением Регия, оказался в руках карфагенян. Он двигался на соединение с Ганнибалом, но в начале 214-го под Беневентом его войско было перехвачено Тиберием Гракхом и его легионами, состоявшими почти целиком из рабов-добровольцев. В ходе завязавшегося сражения армия Ганнона, в которой насчитывалось до 17000 пехоты и 1200 конницы была наголову разбита, и Ганнон смог уйти назад в Бруттий лишь с 2000 воинов, главным образом конных. Его положение улучшилось после победы в Бруттии над войском союзных римлянам луканцев в начале 213 г. до н. э.

## Капуанская авантюра
В 212 г. до н. э. Ганнибал поручил Ганнону организовать доставку провизии в Капую, которой угрожала осада. Римляне выставили шесть легионов вместе с союзными войсками и конницей для осады Капуи, которую они готовились окружить двойным частоколом. Ганнон вышел из Бруттия, избежал столкновения с армией Гракха в Лукании, уклонился от встречи с армиями обоих консулов в Самнии, и наконец, достиг Беневента. Здесь он укрепился в лагере на холме и стал собирать провиант от своих союзников в Самнии, затем запросил транспорт у капуанцев, чтобы перевезти провизию из лагеря в Капую. Пока неповоротливые капуанцы без особой спешки собирали транспорт для своего обоза, римский военачальник Квинт Фульвий Флакк успел разведать об этом через верных Риму италиков, и внезапно напал на лагерь пунийцев, когда большая часть людей Ганнона была занята сбором фуража. И хотя карфагенянам удалось отбить первый натиск противника, римляне, вдохновлённые храбрыми действиями союзной италийской когорты, в конце концов одержали победу, захватив у пунийцев все припасы и повозки вместе с лагерем.
После этого Ганнон, будучи не в состоянии сделать что-либо для Капуи, вернулся в Бруттий, снова избежав встречи с римскими армиями, пытавшимися перехватить его.

## Проблема идентификации
Несколько Ганнонов упоминаются в источниках после 212 г. до н. э. Например, существовал Ганнон, который командовал конницей в Капуе. Другой был командующим под Метапонтом в 207 г. до н. э., и был направлен Ганнибалом в Бруттий для набора подкреплений; ещё один Ганнон был направлен в Испанию в 206 г. до н. э. карфагенским сенатом; наконец, ещё один Ганнон был побеждён и убит Луцием Марцием в 206 г. до н. э. под Гадесом, а Ганнон, сын Бомилькара был командующим в Африке в 203 г. до н. э. до прибытия туда Ганнибала.